# NGC 3048-1
NGC 3048-1 (другие обозначения — ZWG 92.71, PGC 28595) — галактика в созвездии Льва. Открыта Альбертом Мартом в 1864 году.
Этот объект входит в число перечисленных в оригинальной редакции «Нового общего каталога».